# Jagiellonia Białystok w sezonie 1980/1981

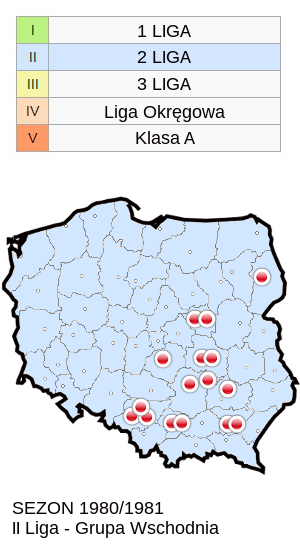
BOZPN - Zespoły występujące w II lidze (gr. wschodnia) w sezonie 1980/81

Jagiellonia Białystok przystąpiła do rozgrywek II ligi w grupie wschodniej. Podział grup w II lidze uległ zmianie z północ-południe na wschód-zachód.

## II poziom rozgrywkowy
Zgodnie z regulaminem awans do I ligi zapewnia sobie zespół z miejsca 1, spadek do III ligi zespoły z miejsc 13-16. 

Jagiellonia przystąpiła do sezonu praktycznie bez żadnych wzmocnień kadrowych. Białostoczanie grali słabo na wyjazdach, pomimo tego na początku pierwszej rundy utrzymywali się nad strefą spadkową, później 7-10 kolejka i trzy porażki z rzędu (15 pozycja) przyczyniły się do zmiany trenera, Zbigniewa Banię zastąpił były piłkarz, trener Ryszard Karalus. Pomimo walki i prób uniknięcia spadku, drużyna po słabym sezonie zajęła 15 miejsce i spadła znowu do III ligi.
W rozgrywkach Pucharu Polski w I rundzie, Jagiellonia uległa na wyjeździe Arce Gdynia 1:0  i odpadła z dalszej rywalizacji.

## Końcowa tabela II Ligi (Grupa Wschodnia)
| Lp. | Drużyna                        | M  | Z  | R  | P  | Bramki | Bramki | Różn. | Pkt. | Uwagi              |
| --- | ------------------------------ | -- | -- | -- | -- | ------ | ------ | ----- | ---- | ------------------ |
| 1   | Gwardia Warszawa               | 30 | 19 | 4  | 7  | 48     | 17     | +31   | 42   | Awans do I ligi    |
| 2   | Hutnik Kraków                  | 30 | 18 | 5  | 7  | 48     | 25     | +23   | 41   |                    |
| 3   | Polonia Bytom (s)              | 30 | 14 | 10 | 6  | 38     | 23     | +15   | 38   |                    |
| 4   | Resovia Rzeszów                | 30 | 16 | 5  | 9  | 34     | 29     | +5    | 37   |                    |
| 5   | GKS Tychy                      | 30 | 14 | 7  | 9  | 33     | 22     | +11   | 35   |                    |
| 6   | Stal Rzeszów (b)               | 30 | 11 | 11 | 8  | 33     | 29     | +4    | 33   |                    |
| 7   | Błękitni Kielce (b)            | 30 | 13 | 5  | 12 | 30     | 22     | +8    | 31   |                    |
| 8   | Stal Stalowa Wola              | 30 | 11 | 8  | 11 | 35     | 32     | +3    | 30   |                    |
| 9   | Górnik Knurów (b)              | 30 | 11 | 6  | 13 | 30     | 35     | -5    | 28   |                    |
| 10  | Cracovia                       | 30 | 10 | 8  | 12 | 34     | 38     | -4    | 28   |                    |
| 11  | Radomiak Radom                 | 30 | 10 | 8  | 12 | 30     | 25     | +5    | 28   |                    |
| 12  | Broń Radom                     | 30 | 8  | 9  | 13 | 29     | 39     | -10   | 25   |                    |
| 13  | Ursus Warszawa                 | 30 | 10 | 5  | 15 | 32     | 45     | -13   | 25   | Spadek do III ligi |
| 14  | Concordia Piotrków Trybunalski | 30 | 7  | 8  | 15 | 36     | 45     | -9    | 22   | Spadek do III ligi |
| 15  | Jagiellonia Białystok (b)      | 30 | 7  | 6  | 17 | 22     | 55     | -33   | 20   | Spadek do III ligi |
| 16  | Star Starachowice              | 30 | 6  | 5  | 19 | 21     | 52     | -31   | 17   | Spadek do III ligi |

## Skład, statystyka, transfert
| Nr | Zawodnik                | Poz. | Data ur.   | Wz.  | Mecze | Br. | Transfer z/do                            | Ostatni klub            |
| -- | ----------------------- | ---- | ---------- | ---- | ----- | --- | ---------------------------------------- | ----------------------- |
|    | Mirosław Sowiński       | BR   | 15.01.1956 | 1,88 | 30    | 0   |                                          | Szombierki Bytom        |
|    | Piotr Martyniuk         | BR   | ?.?.1956   | -    | 0     | 0   |                                          | b.d.                    |
|    | Mirosław Mojsiuszko     | OB   | 25.09.1954 | 1,77 | 28    | 0   |                                          | Stal Mielec             |
|    | Stanisław Szwejkowski C | OB   | 4.05.1947  | -    | 20    | 0   |                                          | Włókniarz Białystok     |
|    | Sławomir Tołkacz w      | OB   | ?.?.1955   | -    | 25    | 0   |                                          | wychowanek              |
|    | Andrzej Dubowski        | OB   | b.d.       | -    | 21    | 0   |                                          | b.d.                    |
|    | Zenon Szalecki          | PO   | 18.05.1954 | 1,79 | 18    | 1   |                                          | Legia Warszawa          |
|    | Marian Cieślik          | PO   | ?.?.1951   | -    | 1     | 0   |                                          | Włókniarz Białystok     |
|    | Marek Leśniewski        | PO   | 4.02.1954  | 1,68 | 19    | 0   |                                          | Stal Kraśnik            |
|    | Sławomir Bakun w        | PO   | 10.08.1962 | 1,73 | 6     | 0   | 1978(j) z jun.                           | wychowanek              |
|    | Bogdan Łukasiak         | PO   | 19.09.1955 | 1,78 | 20    | 2   | 1979(j) z Chemik Kędzierzyn-Koźle        | Chemik Kędzierzyn-Koźle |
|    | Marek Bitel w           | PO   | 13.12.1956 | 1,71 | 12    | 0   | 1980(w) z Śniardwy Orzysz                | Śniardwy Orzysz         |
|    | Stefan Brewczyk         | PO   | 1.07.1957  | -    | 22    | 0   | z Gwardia Białystok                      | Gwardia Białystok       |
|    | Janusz Łapiński w       | PO   | 17.03.1959 | 1,77 | 15    | 0   | 1981 (j) wypożyczony do Gwardia Szczytno | wychowanek              |
|    | Ireneusz Piesecki w     | PO   | 4.09.1962  | 1,72 | 16    | 2   |                                          | wychowanek              |
|    | Zbigniew Skowroński     | OB   | ?.?.1956   | -    | 15    | 0   | 80(j) z Śniardwy Orzysz                  | Śniardwy Orzysz         |
|    | Waldemar Niczyporuk w   | OB   | 9.05.1962  | 1,80 | 4     | 0   | 80(j) z drużyny rezerw                   | wychowanek              |
|    | Marek Wietecha          | PO   | 19.12.1958 | 1,70 | 18    | 2   | z Motor Lublin                           | Motor Lublin            |
|    | Janusz Szugzda w        | PO   | 14.10.1962 | 1,80 | 4     | 0   | 80(j) z drużyny rezerw                   | wychowanek              |
|    | Leszek Czarnecki        | PO   | ?.?.1954   | b.d. | 17    | 0   | 80(j) z (b.d.)                           | b.d.                    |
|    | Czesław Maruszka        | NA   | 8.01.1949  | 1,80 | 13    | 1   | 80(j) z GKS Jastrzębie                   | GKS Jastrzębie          |
|    | Andrzej Kołosowski      | NA   | 13.03.1959 | 1,74 | 26    | 7   | 1979(j) z Włókniarz Białystok            | Włókniarz Białystok     |
|    | Piotr Sieliwonik        | NA   | ?.?.1952   | -    | 22    | 7   |                                          | Włókniarz Białystok     |
|    | Andrzej Kupiński        | NA   | ?.?.1954   | -    | 9     | 0   | z ?                                      | b.d.                    |
|    | bramka samobójcza       |      |            |      |       | -   |                                          |                         |
|    | Jerzy Stankiewicz w     | OB   | b.d.       | -    | 18    | 1   | 1981(w) do Toronto Falcons               | wychowanek              |
|    | Jerzy Łapicz            | OB   | ?.?.1949   | -    | 0     | 0   | 1980(j) zakończenie kariery              | Włókniarz Białystok     |
|    | Zbigniew Szwed          | NA   | ?.?.1958   | -    | 0     | 0   | 1980(j) do ?                             | Odra Opole              |
|    | Leszek Czarnecki        | PO   | ?.?.1954   | -    | 0     | 0   | 1980(j) do ?                             | Gwardia Białystok       |
|    | Krzysztof Bania w       | PO   | 6.10.1962  | -    | 0     | 0   | 1980(j) do Lechia Piechowice             | wychowanek              |
|    | Zdzisław Gubała         | PO   | ?.?.1959   | -    | 0     | 0   | 1980(j) do ?                             | b.d.                    |
|    | Artur Jaromin           | PO   | ?.?.1961   | -    | 0     | 0   | 1980(j) do ?                             | b.d.                    |
|    | Jerzy Monkiewicz        | OB   | b.d.       | -    | 0     | 0   | 1980(j) do ?                             | b.d.                    |

## Mecze
| Mecze i wyniki | Mecze i wyniki                  | Mecze i wyniki    | Mecze i wyniki | Mecze i wyniki | Mecze i wyniki                 | Mecze i wyniki | Mecze i wyniki                   | Poz w lidze. | Poz w lidze. | Poz w lidze. |
| Lp. | Data                            | Rozgrywki         | F.             | D/W            | Przeciwnik                     | Wynik          | Strzelcy bramek                  | M.           | P.           | Br.          |
| --- | ------------------------------- | ----------------- | -------------- | -------------- | ------------------------------ | -------------- | -------------------------------- | ------------ | ------------ | ------------ |
| 1 5 | 30.08.1980 Płock                | PP - 1/32         | -              | W              | Wisła Płock                    | 1:0            |                                  | odpadnięcie  | odpadnięcie  | odpadnięcie  |
| 2 775 | 24.08.1980 Białystok            | II Liga - 1 kol.  | 6000           | D              | Cracovia                       | 1:0            | Łukasiak 68'                     | 3            | 2            | 1:0          |
| 3 776 | 31.08.1980 Radom                | II Liga - 2 kol.  | 10000          | W              | Radomiak Radom                 | 4:0            |                                  | 10           | 2            | 1:4          |
| 4 777 | 7.09.1980 Białystok             | II Liga - 3 kol.  | 5000           | D              | Resovia Rzeszów                | 1:1            | Kołosowski 31'                   | 9            | 3            | 2:5          |
| 5 778 | 13.09.1980 Piotrków Trybunalski | II Liga - 4 kol.  | b.d.           | W              | Concordia Piotrków Trybunalski | 3:1            | Sieliwonik 90'                   | 13           | 3            | 3:8          |
| 6 779 | 21.09.1980 Białystok            | II Liga - 5 kol.  | 6000           | D              | Ursus Warszawa                 | 1:1            | Sieliwonik 55'                   | 9            | 4            | 4:9          |
| 7 780 | 28.09.1980 Bytom                | II Liga - 6 kol.  | 1000           | W              | Polonia Bytom                  | 1:1            | Maruszka 76'                     | 11           | 5            | 5:10         |
| 8 781 | 4.10.1980 Białystok             | II Liga - 7 kol.  | 6000           | D              | Błękitni Kielce                | 2:1            | Sieliwonik 36'(k) 42'            | 10           | 7            | 7:11         |
| 9 782 | 8.10.1980 Białystok             | II Liga - 8 kol.  | 3000           | D              | Gwardia Warszawa               | 0:5            |                                  | 11           | 7            | 7:16         |
| 10 783 | 19.10.1980 Kraków               | II Liga - 9 kol.  | 3000           | W              | Hutnik Kraków                  | 3:0            |                                  | 13           | 7            | 7:19         |
| 11 784 | 25.10.1980 Białystok            | II Liga - 10 kol. | 3000           | D              | Broń Radom                     | 0:1            |                                  | 15           | 7            | 7:20         |
| 12 785 | 2.11.1980 Rzeszów               | II Liga - 11 kol. | 2000           | W              | Stal Rzeszów                   | 1:1            | Sieliwonik 87'                   | 14           | 8            | 8:21         |
| 13 786 | 9.11.1980 Białystok             | II Liga - 12 kol. | 2000           | D              | Górnik Knurów                  | 2:1            | Kołosowski 54' Piesecki 86'      | 11           | 10           | 10:22        |
| 14 787 | 16.11.1980 Tychy                | II Liga - 13 kol. | 1500           | W              | GKS Tychy                      | 4:0            |                                  | 14           | 10           | 10:26        |
| 15 788 | 23.11.1980 Białystok            | II Liga - 14 kol. | 1000           | D              | Stal Stalowa Wola              | 1:0            | Kołosowski 64'                   | 10           | 12           | 11:26        |
| 16 789 | 30.11.1980 Starachowice         | II Liga - 15 kol. | 1000           | W              | Star Starachowice              | 1:0            |                                  | 13           | 12           | 11:27        |
| 17 790 | 15.03.1981 Kraków               | II Liga - 16 kol. | 10000          | W              | Cracovia                       | 2:1            | Szalecki 21'                     | 13           | 12           | 12:29        |
| 18 791 | 22.03.1981 Białystok            | II Liga - 17 kol. | 5000           | D              | Radomiak Radom                 | 1:0            | Witecha 77'                      | 13           | 14           | 13:29        |
| 19 792 | 29.03.1981 Rzeszów              | II Liga - 18 kol. | -              | W              | Resovia Rzeszów                | 1:0            |                                  | 13           | 14           | 13:30        |
| 20 793 | 5.04.1981 Białystok             | II Liga - 19 kol. | 3000           | D              | Concordia Piotrków Trybunalski | 2:2            | Piesecki 59', Łukasiak 88'       | 13           | 15           | 15:32        |
| 21 794 | 12.04.1981 Warszawa             | II Liga - 20 kol. | 2000           | W              | Ursus Warszawa                 | 2:1            | Kołosowski 69'                   | 14           | 15           | 16:34        |
| 22 795 | 19.04.1981 Białystok            | II Liga - 21 kol. | 3000           | D              | Polonia Bytom                  | 0:1            |                                  | 14           | 15           | 16:35        |
| 23 796 | 26.04.1981 Kielce               | II Liga - 22 kol. | 7000           | W              | Błękitni Kielce                | 3:0            |                                  | 14           | 15           | 16:38        |
| 24 797 | 3.05.1981 Warszawa              | II Liga - 23 kol. | 200            | W              | Gwardia Warszawa               | 1:0            |                                  | 15           | 15           | 16:39        |
| 25 798 | 10.05.1981 Białystok            | II Liga - 24 kol. | 1500           | D              | Hutnik Kraków                  | 2:2            | Kołosowski 50' 54'               | 15           | 16           | 18:41        |
| 26 799 | 17.05.1981 Radom                | II Liga - 25 kol. | 4000           | W              | Broń Radom                     | 1:0            |                                  | 15           | 16           | 18:42        |
| 27 800 | 24.05.1981 Białystok            | II Liga - 26 kol. | 1500           | D              | Stal Rzeszów                   | 3:2            | Sieliwonik 33' 86', Wietecha 13' | 14           | 18           | 21:44        |
| 28 801 | 31.05.1981 Knurów               | II Liga - 27 kol. | 1500           | W              | Górnik Knurów                  | 4:0            |                                  | 15           | 18           | 21:48        |
| 29 802 | 7.06.1981 Białystok             | II Liga - 28 kol. | 500            | D              | GKS Tychy                      | 1:0            | Kołosowski 33'                   | 15           | 20           | 22:48        |
| 30 803 | 14.06.1981 Stalowa Wola         | II Liga - 29 kol. | 300            | W              | Stal Stalowa Wola              | 6:0            |                                  | 15           | 20           | 22:54        |
| 31 804 | 21.06.1981 Starachowice         | II Liga - 30 kol. | 500            | D              | Star Starachowice              | 0:1            |                                  | 15           | 20           | 22:55        |
| - rozgrywki ligowe, - rozgrywki pucharu polski, - rozgrywki pucharu ligi, - rozgrywki ligi europejskiej, - mecze barażowe lub eliminacyjne, - inne. Liczba meczów w sezonie:1 2 (wszystkie mecze na najwyższym poziomie rozgrywkowym)3 (wszystkie mecze w rozgrywkach ligowych bez baraży) , Puchar Polski: 2 (mecze Pucharu Polski na szczeblu centralnym)3 (wszystkie mecze w Pucharze Polski) |                                 |                   |                |                |                                |                |                                  |              |              |              |

## Mecze towarzyskie i sparingowe
Drużyna wznowiła treningi 10 lipca, od 23-31 przebywała na zgrupowaniu w Sokółce, a następnie od 11 do 18 sierpnia na specjalistycznym zgrupowaniu we Wrocławiu.

Przygotowania Jagiellonii do rundy wiosennej rozpoczęły się od wyjazdu na obóz przygotowawczy do Karpacza, który to po 3 dniach został przerwany z powodu braku zaopatrzenia. Drużyna powróciła do Białegostoku i rozegrała kilka sparingów z drużynami z regionu. Następnie zespół wyjechał na krótko do Łodzi, gdzie rozegrał sparing z Widzewem Łódź. Władze klubu stanęły na wysokości zadania i zorganizowały 8 dniowy obóz w Sobótce (26.02-5.03.1981). Zespół w tym czasie rozegrał 5 sparingów z mocnymi rywalami, niestety we wszystkich drużyna Jagiellonii musiała uznać wyższość rywali. 
| Mecze i wyniki | Mecze i wyniki       | Mecze i wyniki | Mecze i wyniki | Mecze i wyniki | Mecze i wyniki                 | Mecze i wyniki | Mecze i wyniki     |
| Lp.            | Data, Kraj, Miasto   | Mecze          | Frekw.         | D/W            | Przeciwnik                     | Wynik          | Strzelcy bramek    |
| -------------- | -------------------- | -------------- | -------------- | -------------- | ------------------------------ | -------------- | ------------------ |
| 1              | 20.07.1980 Białystok | sparing        | -              | D              | Odra Wodzisław Śląski (I Liga) | 1:2            | Sieliwonik 40' (k) |
| 2              | ?.07.1980 Białystok  | sparing        | -              | D              | Tur Bielsk Podlaski            | 1:2            | b.d.               |
| 3              | ?.07.1980 Białystok  | sparing        | -              | D              | Gwardia Białystok              | 2:3            | b.d.               |
| 4              | ?.08.1980 Wałbrzych  | sparing        | -              | W              | Górnik Wałbrzych               | 2:1            | Czarniecki         |
| 5              | ?.08.1980 Wałbrzych  | sparing        | -              | W              | Zagłębie Wałbrzych             | 0:1            | Kołosowski         |
| 6              | ?.08.1980 Legnica    | sparing        | -              | W              | Miedź Legnica                  | 2:1            | Łukasiak           |
| Runda wiosenna |                      |                |                |                |                                |                |                    |
| 7              | ?.02.1981 Białystok  | sparing        | b.d.           | D              | Gwardia Białystok              | 1:0            | b.d.               |
| 8              | ?.02.1981 Białystok  | sparing        | -              | D              | Włókniarz Białystok            | 1:0            | b.d.               |
| 9              | 17.02.1981 Łódź      | sparing        | -              | W              | Widzew Łódź                    | 3:1            | Łukasiak           |
| 10             | 18.02.1981 Łódź      | sparing        | -              | W              | CHKS Komunalni Łódź            | 0:4            | b.d.               |
| 11             | ?.02.1981 Białystok  | sparing        | -              | D              | Gwardia Białystok              | 1:2            | b.d.               |
| 12             | ?.02.1981 Białystok  | sparing        | -              | D              | Gwardia Białystok              | 9:3            | b.d.               |
| 13             | ?.02.1981 Białystok  | sparing        | -              | D              | Śniardwy Orzysz                | 2:2            | b.d.               |
| 14             | ?.02.1981 Białystok  | sparing        | -              | D              | ŁKS Łomża                      | 3:0            | b.d.               |
| 15             | 27.02.1981 Wałbrzych | sparing        | -              | W              | Zagłębie Wałbrzych             | 3:0            |                    |
| 16             | 28.02.1981 Wrocław   | sparing        | -              | W              | Śląsk II Wrocław               | 4:0            |                    |
| 17             | 1.03.1981 Lubin      | sparing        | -              | W              | Zagłębie Lubin                 | 1:0            |                    |
| 18             | 3.03.1981 Legnica    | sparing        | -              | W              | Miedź Legnica                  | 4:2            | b.d.               |
| 19             | 4.03.1981 Oława      | sparing        | -              | W              | Moto Jelcz Oława               | 4:2            | b.d.               |

## Statystyka
| Zawodnik              | Mecze | Min  | Kolejka spotkań | Kolejka spotkań | Kolejka spotkań | Kolejka spotkań | Kolejka spotkań | Kolejka spotkań | Kolejka spotkań | Kolejka spotkań | Kolejka spotkań | Kolejka spotkań | Kolejka spotkań | Kolejka spotkań | Kolejka spotkań | Kolejka spotkań | Kolejka spotkań | Kolejka spotkań | Kolejka spotkań | Kolejka spotkań | Kolejka spotkań | Kolejka spotkań | Kolejka spotkań | Kolejka spotkań | Kolejka spotkań | Kolejka spotkań | Kolejka spotkań | Kolejka spotkań | Kolejka spotkań | Kolejka spotkań | Kolejka spotkań | Kolejka spotkań |
| Zawodnik              | Mecze | Min  | 1               | 2               | 3               | 4               | 5               | 6               | 7               | 8               | 9               | 10              | 11              | 12              | 13              | 14              | 15              | 16              | 17              | 18              | 19              | 20              | 21              | 22              | 23              | 24              | 25              | 26              | 27              | 28              | 29              | 30              |
| --------------------- | ----- | ---- | --------------- | --------------- | --------------- | --------------- | --------------- | --------------- | --------------- | --------------- | --------------- | --------------- | --------------- | --------------- | --------------- | --------------- | --------------- | --------------- | --------------- | --------------- | --------------- | --------------- | --------------- | --------------- | --------------- | --------------- | --------------- | --------------- | --------------- | --------------- | --------------- | --------------- |
| Mirosław Sowiński     | 30    | 2700 | 90              | 90              | 90              | 90              | 90              | 90              | 90              | 90              | 90              | 90              | 90              | 90              | 90              | 90              | 90              | 90              | 90              | 90              | 90              | 90              | 90              | 90              | 90              | 90              | 90              | 90              | 90              | 90              | 90              | 90              |
| Mirosław Mojsiuszko   | 28    | 2471 | 90              | 90              | 90              | 90              | 90              | 81              | 0               | 90              | 90              | 90              | 90              | 90              | 90              | 90              | 90              | 72              | 90              | 90              | 90              | 90              | 68              | 90              | 90              | 90              | 0               | 90              | 90              | 90              | 90              | 90              |
| Andrzej Kołosowski    | 26    | 2177 | 0               | 0               | 72              | 90              | 18              | 0               | 0               | 44              | 90              | 77              | 90              | 76              | 90              | 90              | 90              | 90              | 90              | 90              | 90              | 90              | 90              | 90              | 90              | 90              | 90              | 90              | 90              | 90              | 90              | 90              |
| Sławomir Tołkacz      | 25    | 2118 | 90              | 90              | 90              | 90              | 90              | 90              | 90              | 46              | 90              | 90              | 90              | 90              | 90              | 90              | 90              | 90              | 90              | 90              | 46              | 46              | 90              | 90              | 0               | 90              | 0               | 0               | 0               | 0               | 90              | 90              |
| Piotr Sieliwonik      | 22    | 1804 | 90              | 90              | 90              | 90              | 90              | 90              | 90              | 90              | 90              | 90              | 90              | 90              | 90              | 90              | 0               | 90              | 45              | 0               | 0               | 0               | 0               | 34              | 90              | 90              | 90              | 90              | 15              | 0               | 0               | 0               |
| Andrzej Dubowski      | 21    | 1771 | 90              | 90              | 90              | 90              | 90              | 90              | 90              | 90              | 90              | 0               | 0               | 0               | 0               | 0               | 90              | 90              | 90              | 90              | 90              | 90              | 0               | 0               | 15              | 0               | 46              | 0               | 90              | 90              | 90              | 90              |
| Stanisław Szwejkowski | 20    | 1725 | 90              | 90              | 90              | 0               | 0               | 90              | 90              | 90              | 90              | 90              | 90              | 90              | 90              | 90              | 90              | 90              | 90              | 15              | 0               | 90              | 90              | 90              | 90              | 0               | 0               | 0               | 0               | 0               | 0               | 0               |
| Zenon Szalecki        | 18    | 1422 | 0               | 0               | 0               | 0               | 0               | 0               | 0               | 0               | 0               | 13              | 0               | 0               | 0               | 66              | 90              | 90              | 90              | 90              | 90              | 90              | 90              | 90              | 75              | 54              | 90              | 90              | 90              | 90              | 90              | 44              |
| Marek Wietecha        | 18    | 1400 | 0               | 0               | 0               | 0               | 90              | 90              | 80              | 90              | 46              | 90              | 25              | 0               | 0               | 0               | 26              | 90              | 90              | 90              | 73              | 0               | 0               | 0               | 70              | 90              | 90              | 90              | 90              | 90              | 0               | 0               |
| Bogdan Łukasiak       | 20    | 1366 | 90              | 90              | 90              | 90              | 46              | 60              | 46              | 90              | 0               | 46              | 0               | 14              | 0               | 0               | 0               | 70              | 35              | 0               | 44              | 90              | 90              | 90              | 0               | 20              | 90              | 90              | 0               | 85              | 0               | 0               |
| Leszek Czarniecki     | 17    | 1365 | 90              | 90              | 90              | 25              | 90              | 90              | 90              | 90              | 90              | 90              | 65              | 0               | 0               | 0               | 0               | 0               | 0               | 30              | 0               | 0               | 90              | 75              | 90              | 90              | 90              | 0               | 0               | 0               | 0               | 0               |
| Marek Leśniewski      | 19    | 1275 | 90              | 46              | 18              | 90              | 72              | 0               | 90              | 0               | 44              | 90              | 0               | 0               | 44              | 44              | 90              | 20              | 55              | 90              | 90              | 44              | 78              | 0               | 0               | 0               | 0               | 0               | 90              | 0               | 0               | 90              |
| Jerzy Stankiewicz     | 14    | 1214 | 0               | 0               | 0               | 0               | 90              | 90              | 90              | 44              | 90              | 90              | 90              | 90              | 90              | 90              | 90              | 0               | 0               | 0               | 0               | 90              | 90              | 0               | 90              | 0               | 0               | 0               | 0               | 0               | 0               | 0               |
| Stefan Brewczyk       | 21    | 1198 | 44              | 44              | 90              | 65              | 44              | 30              | 44              | 46              | 0               | 44              | 90              | 64              | 46              | 0               | 0               | 0               | 45              | 0               | 90              | 46              | 22              | 0               | 0               | 36              | 0               | 53              | 75              | 90              | 90              | 0               |
| Zbigniew Skowroński   | 15    | 1084 | 0               | 0               | 0               | 90              | 0               | 9               | 10              | 0               | 0               | 0               | 0               | 0               | 0               | 0               | 0               | 0               | 0               | 75              | 90              | 44              | 0               | 90              | 90              | 90              | 90              | 90              | 90              | 90              | 90              | 46              |
| Ireneusz Piesecki     | 16    | 1082 | 0               | 0               | 0               | 0               | 0               | 0               | 0               | 0               | 0               | 0               | 25              | 26              | 44              | 24              | 0               | 90              | 90              | 90              | 90              | 90              | 90              | 56              | 0               | 70              | 0               | 64              | 53              | 0               | 90              | 90              |
| Czesław Maruszka      | 13    | 1043 | 90              | 90              | 90              | 90              | 90              | 90              | 90              | 90              | 90              | 0               | 0               | 90              | 46              | 46              | 51              | 0               | 0               | 0               | 0               | 0               | 0               | 0               | 0               | 0               | 0               | 0               | 0               | 0               | 0               | 0               |
| Marek Bitel           | 12    | 889  | 46              | 66              | 0               | 0               | 0               | 0               | 0               | 0               | 0               | 0               | 90              | 90              | 90              | 90              | 39              | 18              | 0               | 0               | 0               | 0               | 0               | 0               | 0               | 0               | 90              | 90              | 90              | 90              | 0               | 0               |
| Andrzej Kupiński      | 9     | 732  | 0               | 0               | 0               | 0               | 0               | 0               | 0               | 0               | 0               | 0               | 65              | 90              | 90              | 90              | 64              | 0               | 0               | 0               | 0               | 0               | 0               | 90              | 90              | 90              | 63              | 0               | 0               | 0               | 0               | 0               |
| Janusz Szugzda        | 4     | 245  | 0               | 0               | 0               | 0               | 0               | 0               | 0               | 0               | 0               | 0               | 0               | 0               | 0               | 0               | 0               | 0               | 0               | 60              | 0               | 0               | 0               | 0               | 0               | 0               | 0               | 0               | 0               | 5               | 90              | 90              |
| Sławomir Bakun        | 6     | 236  | 0               | 0               | 0               | 0               | 0               | 0               | 0               | 0               | 0               | 0               | 0               | 0               | 0               | 0               | 0               | 0               | 0               | 0               | 17              | 0               | 0               | 15              | 0               | 0               | 0               | 26              | 0               | 44              | 90              | 44              |
| Waldemar Nieczyporuk  | 4     | 208  | 0               | 0               | 0               | 0               | 0               | 0               | 0               | 0               | 0               | 0               | 0               | 0               | 0               | 0               | 0               | 0               | 0               | 0               | 0               | 0               | 0               | 0               | 0               | 0               | 44              | 37              | 37              | 0               | 0               | 90              |
| Janusz Łapiński       | 5     | 151  | 0               | 0               | 0               | 0               | 0               | 0               | 0               | 0               | 0               | 0               | 0               | 0               | 0               | 0               | 0               | 0               | 0               | 0               | 0               | 0               | 12              | 0               | 20              | 0               | 27              | 0               | 0               | 46              | 0               | 46              |
| Marian Cieślik        | 1     | 24   | 0               | 24              | 0               | 0               | 0               | 0               | 0               | 0               | 0               | 0               | 0               | 0               | 0               | 0               | 0               | 0               | 0               | 0               | 0               | 0               | 0               | 0               | 0               | 0               | 0               | 0               | 0               | 0               | 0               | 0               |
| Piotr Martyniuk       | 0     | 0    | 0               | 0               | 0               | 0               | 0               | 0               | 0               | 0               | 0               | 0               | 0               | 0               | 0               | 0               | 0               | 0               | 0               | 0               | 0               | 0               | 0               | 0               | 0               | 0               | 0               | 0               | 0               | 0               | 0               | 0               |
| Jan Karpiuk           | 0     | 0    | 0               | 0               | 0               | 0               | 0               | 0               | 0               | 0               | 0               | 0               | 0               | 0               | 0               | 0               | 0               | 0               | 0               | 0               | 0               | 0               | 0               | 0               | 0               | 0               | 0               | 0               | 0               | 0               | 0               | 0               |